# Националсоциалистическа символика
Германската Националсоциалистическа партия през 20 век е характерна с интензивната употреба на графичен символизъм и най-вече популярният Hakenkreuz (свастика), който тя ползва за свой основен символ, включително на знамето на Германия в периода 1935 – 1945 г.
Различни неонационалсоциалистически и регионални националистически движения използват и своя специфична символика, произтичаща както от традиционната германска нацистка символика, така и от съответната национална историческа традиция или други, натоварени със значение за съответната субкултура асоциации.

## Традиционни нацистки символи
Нацистката пропаганда включва в употреба богат набор от символика, обичайно основаваща се на исторически символи на германския етнос и символиката на окултизма. Сред тях са:
- Свастика с германски орел, формален символ на нацистката партия.
- Мълниите на СС (), руническите знаци на Schutzstaffel[3][4]
- Различни руни, като одал, руноподобни символи,[5][6] и Волфзангел[7]
- Черната униформа на СС
- Кафявите ризи на Щурмабтайлунг
- Мъртвешката глава, символ на СС отрядите Мъртвешки глави и 3-та СС танкова дивизия Тотенкопф[8]
- Личният щандарт на Адолф Хитлер

### Нацистки флаг
Флагът със свастика е основният символ на нацизма. Цветовата комбинация черно-бяло-червено е заимствана от флага на Германската империя. Тези цветове са асоциирани с настроените срещу Ваймарската република националисти след падането на Империята. Нацистите отхвърлят цветовете на Ваймарската република черно-червено-жълто/златно, който е настоящият флаг на Германия. В Моята борба Адолф Хитлер обяснява символиката на флага със свастика: 
| „ | Червеният цвят олицетворява социалните идеи, заложени в нашето движение. Белият цвят — идеята за национализма. Мотикообразният кръст — мисията на борбата за победа на арийците и заедно с това за победа на творческия труд, който от памтивека е бил антисемитски и антисемитски ще остане. | “ |

### Рунически букви
Буквите от историческата руническа азбука и съвременните руни арманен, които били „разкрити“ на германския окултист Гуидо фон Лист през 1902 г., са използвани от нацистките, а днес и от неонацистките групи, асоцииращи себе си с германските традиции. Сред тях най-често се използват подобната на светкавица сивило, айваз, тейваз, одал (вж. одализъм) и алгиз.
Интересът на нацистите към руните може да се проследи обратно до склонността им към окултното и народното (völkisch) движение на Гуидо фон Лист — важна фигура в германския мистицизъм и възраждането на интереса към руните през 19-и и 20 век. През 1902 г. Лист публикува в книгата си Тайната на руните (Das Geheimnis der Runen) 18 така наречени арманен руни, основани на младшия футарк, които му били „разкрити“ по време, докато бил временно сляп след операция на катаракта на двете очи.
В нацистката традиция S-образната руна се назовава сиг (вероятно от англосаксонското сигел). Макар да не е класическа руна, Волфзангел има формата на руната гибор на Лист.

## Регионална националистическа символика
Съществуват различни регионални форми на националистически движения, които възприемат, утвърждават и употребяват специфична символика, обичайно основана на традиционни символи от историческото минало на съответния етнос или нация.
- България: Изписаният с български руни прабългарски символ IYI, както и буквата Азъ от глаголицата () се използват от българските националисти. Символът IYI се използва за отличителен знак от Български национален съюз (БНС).
- Хърватия: Полето на щита на хърватския герб (šahovnica) е шахматно разчленено на червени и бели квадрати. При ранната версия на герба от 13 век първото поле от кантона на щита (горна лява част от позицията на зрителя) е бяло. Съвременният вариант на герба е с първо поле в червено, но хърватските националисти възприемат ранния вариант на герба с първо бяло поле като свой символ, тъй като това е версията, използвана в символа на усташите. Този вариант на герба присъства и в логото на хърватския клон на международната неонацистка организация Кръв и чест.[14]

## Неонацистки символи
Неонацистите използват разнообразни символи, които не са пряко асоциирани с традиционната нацистка символика. Такива са:
- Татуировката паяжина на лакътя[15][16]
- Търговската марка за спортни продукти и облекло Lonsdale, заради съдържащата се в името ѝ част от акронима NSDAP, означаващ Националсоциалистическа германска работническа партия[17][18][19]
- Лавровият венец, използван в логото на популярната сред скинхедс марка облекло Fred Perry[16][20][21][22]

## Галерия

### Нацистки и неонацистки символи
- Партийният орел (Parteiadler) – символ на нацистката партия
- Символа на СС-овските мъртвешки глави[8]
- Мълнии оформят две стилизирани букви S във флага на отбранителния отряд (Schutzstaffel), известен с абревиатурата SS
- Хоризонтално обърнат Волфзангел[7]
- Руна одал[23]
- Руна алгиз[24]
- Слънчевият кръст се използва като прикрита свастика от различни неонацистки групи
- Вариация на келтски кръст, ползвана аналогично на слънчевия кръст
- Вариация на келтски кръст, ползвана аналогично на слънчевия кръст
- Прекъснатият слънчев кръст, използван от Движението за германска вяра[25][26]
- Лавровият венец от логото на търговската марка за облекло Fred Perry е популярен сред скинхедс групите[27]
- Макар че татуираната на лакътя паяжина се използва общо от членове на улични банди, за да покажат, че са лежали в затвора, в расистката скинхед субкултура се използва конкретно, за да означи че някой е извършил убийство в името на скинхед движението[28]